# Custódio de Melo
Custódio José de Melo (Salvador, 9 juin 1840 - Rio de Janeiro, 15 mars 1902) fut un militaire et un homme politique brésilien.

## Biographie
Membre de la marine militaire, Custódio de Melo fut l'un des leaders de la seconde révolte de l'Armada en 1893.